# Lophopetalum ledermannii
Lophopetalum ledermannii är en benvedsväxtart som först beskrevs av Ludwig Eduard Theodor Loesener, och fick sitt nu gällande namn av Ding Hou. Lophopetalum ledermannii ingår i släktet Lophopetalum och familjen Celastraceae. Inga underarter finns listade.